# Tanita Tikaram
Tanita Tikaram (n. 12 august 1969, Münster, Germania) este o solistă și compozitoare de muzică pop-folk din Marea Britanie. A devenit un star internațional datorită melodiilor "Twist in My Sobriety" și "Good Tradition" din albumul său de debut, Ancient Heart (1988). Deși albumele editate ulterior nu s-au mai bucurat de același succes de public solista a continuat să înregistreze albume menținînd același stil muzical bazat pe o voce guturală, sunete de ghitară acustică și versuri enigmatice.

## Activitate profesională
- Ancient Heart, înregistrat pe cînd solista avea numai 19 ani, a devenit un succes internațional fiind promovat de un turneu mondial. Melodia "Twist in My Sobriety" a primit numeroase premii pentru videoclipul alb-negru, realizat într-un sat din Bolivia și regizat de Gerard de Thame.
- Următoarele trei albume au înregistrat critici nefavorabile și vînzări slabe deși solista a colaborat pentru realizarea lor cu nume precum Rod Argent, Peter Van Hooke și Jennifer Warnes (ce a colaborat cu backing-voice pentru două piese de pe albumul Everybody's Angel).
- În 1995 Tanita Tikaram înregistrează albumul Lovers in the City, avînd co-producător pe compozitorul Thomas Newman (realizatorul coloanei sonore a filmului „Scent of a woman“).
- În 1998 își începe colaborarea cu Marco Sabiu ceea ce dă albumului său, The Cappuccino Songs, o tentă îndeosebi pop.
- În 2005 Tikaram înregistrează cel mai recent album al său, Sentimental. Albumul, avînd colaborarea lui Nick Lowe, a fost rece primit de critică și de fani, și a fost editat de o Casă de Producție din Franța (Naïve Records).

## Viața
Tanita Tikaram s-a născut în Münster, Germania, ca fiică a unei mame din Malaysia și a unui ofițer Indo-Fidjian. Copilăria și-a petrecut-o în Basingstoke, Marea Britanie. Este sora actorului Ramon Tikaram.
Este una din cele mai renumite personalități lesbiene.

## Studii
- Politică, Sociologie și Engleză la QMC.
- Studii neterminate de Engleză și Literatură Americană la Manchester University.

## Discografie

### Albume
- Ancient Heart (1988) UK #3, U.S. #59
- The Sweet Keeper (1990) UK #3, U.S. #124
- Everybody's Angel (1991) UK #19, U.S. #142
- Eleven Kinds of Loneliness (album)|Eleven Kinds of Loneliness (1992)
- Lovers in the City (1995) UK #75
- The Best of Tanita Tikaram (1996) - compilation
- The Cappuccino Songs (1998) UK #69
- Sentimental (album)|Sentimental (2005)

### Albume single
| An   | Titlu                                            | Clasare în topuri | Clasare în topuri | Album                      |
| An   | Titlu                                            | Modern Rock       | UK Singles Chart  | Album                      |
| 1988 | "Good Tradition"                                 | -                 | #10               | Ancient Heart              |
| 1988 | "Twist in My Sobriety"                           | #25               | #22               | Ancient Heart              |
| 1989 | "Cathedral Song"                                 | -                 | #48               | Ancient Heart              |
| 1989 | "World Outside Your Window"                      | -                 | #58               | Ancient Heart              |
| 1990 | "We Almost Got It Together"                      | -                 | #52               | The Sweet Keeper           |
| 1990 | "Little Sister Leaving Town"                     | -                 | #83               | The Sweet Keeper           |
| 1990 | Thursday's Child"                                | -                 | -                 | The Sweet Keeper           |
| 1991 | "Only The Ones We Love"                          | -                 | #69               | Everybody's Angel          |
| 1991 | "I Love The Heaven's Solo"                       | -                 | -                 | Everybody's Angel          |
| 1992 | "You Make the Whole World Cry"                   | -                 | -                 | Eleven Kinds of Loneliness |
| 1995 | "I Might Be Crying"                              | -                 | #64               | Lovers in the City         |
| 1995 | "Wonderful Shadow"                               | -                 | #198              | Lovers in the City         |
| 1995 | "Yodelling Song"                                 | -                 | -                 | Lovers in the City         |
| 1996 | Twist In My Sobriety (remix)"                    | -                 | #82               | The Best of Tanita Tikaram |
| 1996 | "And I Think Of You - E penso a te" (promo only) | -                 | -                 | The Best of Tanita Tikaram |
| 1998 | "Stop Listening"                                 | -                 | #67               | The Cappuccino Songs       |
| 1998 | "I Don't Wanna Lose At Love"                     | -                 | #73               | The Cappuccino Songs       |
| 1998 | "If I Ever"                                      | -                 | -                 | The Cappuccino Songs       |
| 2005 | "Don't Let The Cold" (promo only)                | -                 | -                 | Sentimental                |

## Colaborări

### Muzică
- Vocal pentru The Way Through The Woods, album de debut Bronte Brothers.
- Vocal pentru Christie Hennessy (Lord of Your Eyes).
- Vocal pentru Brendan Croker & the Five O'Clock Shadows.
- Realizare cover la melodia lui Elvis Presley, "Loving You" (1957), inclusă pe albumul "The Last Temptation of Elvis" (1990).
- Vocal pentru  albumul omonim semnat de Mark Isham (1990) ("I Never Will Know").
- Vocal pentru albumul Nanci Griffith, Late Night Grande Hotel (1991).
- Colaborare instrumentală cu Moodswings. Înregistrează Psychedelicatessen și "Redemption Song (Oh Happy Day)" (1997).

## Filmografie
- Erotique regia Monika Treut (1994)
- Documantarul Solace de Jared Katsiane (2005).
- Melodia Twist in my Sobriety figurează în pelicula Bandits (cu Bruce Willis și Cate Blanchette)